# Carlos Bousoño
Carlos Bousoño Prieto (Boal, Asturias, 9 de mayo de 1923-Madrid, 24 de octubre de 2015) fue un poeta, profesor universitario de literatura y crítico literario español.

## Biografía
Nació en Boal, Asturias, en 1923. A los dos años sus padres se trasladaron a Oviedo, donde transcurrieron su niñez y adolescencia. Estudió los dos primeros años de la carrera de Filosofía y Letras en Oviedo y se trasladó a Madrid a los diecinueve años para concluirlos en 1946 en la Universidad Central, hoy Complutense, con premio extraordinario. En esta época universitaria se relaciona con diversos poetas como Dámaso Alonso, o Bartolomé Llorens. En esa misma universidad se doctoró en 1949 con la primera tesis en España sobre un escritor aún vivo, Vicente Aleixandre, poeta de la Generación del 27 galardonado más tarde con el Premio Nobel de Literatura (1977). Su tesis fue publicada con gran éxito (La poesía de Vicente Aleixandre, 1950) y sigue considerándose hoy el mejor y más profundo estudio sobre la poesía de este autor. 
En 1951 publicó con Dámaso Alonso, su gran maestro y compañero dentro de la disciplina estilística, Seis calas en la expresión literaria española y su más conocido libro teórico, varias veces reeditado y ampliado, Teoría de la expresión poética (1952). Entre sus obras fundamentales cabe también mencionar El irracionalismo poético. (El Símbolo) (1977), Superrealismo poético y simbolización (1978) y una obra muy ambiciosa que no llegó a concluir: Épocas literarias y evolución (1981). Reunió su poesía completa en 1998, revisada bajo el título Primavera de la muerte. 
Se casó en 1976 con Ruth, una exalumna puertorriqueña con la que tuvo dos hijos, y enseñó Literatura española en varias universidades norteamericanas (Wellesley, Smith, Vanderbilt, Middlebury, New York University, entre otras). Impartió la materia estilística en la Universidad Complutense de Madrid, de la que fue en sus últimos años profesor emérito. Obtuvo el premio Fastenrath de la Real Academia Española en 1952 y fue nombrado miembro numerario de la misma en 1979, pronunciando su discurso de ingreso en 1980. Un año antes, había ganado el Premio Nacional de Ensayo por El irracionalismo poético y el simbolismo. En 1990 le fue otorgado el Premio Nacional de Poesía por '‘Metáfora del desafuero’',  libro clave en su evolución desde el realismo al simbolismo y fue nombrado doctor honoris causa por la Universidad de Turín. En 1993 obtuvo el Premio Nacional de las Letras Españolas y en 1995 recibió el Premio Príncipe de Asturias de las Letras. Fue además «Honorary Fellow» de la Hispanic Society of America y Presidente de honor del Premio Loewe de Poesía, uno de los más importantes de España. Además fue finalista en dos ocasiones del Premio Reina Sofía de Poesía Iberoamericana (mayo de 1993 y junio de 1994) y en diciembre de 2000 fue candidato al Premio Cervantes, en el que quedó entre los cuatro finalistas, galardón para el que compitió también en 1998, 2001 y 2002.
Durante muchos años fue votado como el mejor profesor de la Universidad Complutense. También fue un destacado conferenciante. Sus clases en la Universidad Complutense fueron siempre lecciones magistrales que Bousoño decía sin mirar ni un solo apunte. Su fama como profesor llevó a sus aulas a significados poetas y escritores que estudiaron en la Universidad Complutense. Entre sus mejores amigos del campo literario cabe destacar, aparte del propio Vicente Aleixandre, cuyo archivo heredó, a Francisco Brines, Claudio Rodríguez, Francisco Nieva, Mario Vargas Llosa, José Olivio Jiménez, y Giannina Braschi, entre otros.
Durante toda su vida mantuvo una estrecha relación de amistad con Vicente Aleixandre, con quien llegó a tener una relación amorosa, aunque la correspondencia entre ambos no se hizo pública hasta después de su muerte.
Falleció en Madrid el 24 de octubre de 2015 a los 92 años. En el momento de su muerte era el académico de la RAE más antiguo. Su cuerpo fue cremado y sus cenizas fueron enterradas en el Cementerio de la Almudena.

## Obra

### Obra poética
Su obra poética es muy abundante. Su primer poemario, Subida al Amor (1945), descubría la vena reflexiva existencialista o de poesía desarraigada de los jóvenes poetas que asumieron dramáticamente tras la guerra civil española el conflicto entre una visión existencialista de la vida y una profunda fe religiosa. En la misma línea y más cerca de cierto misticismo siguió Primavera de la muerte (1946); ambos libros reeditados juntos con el título Hacia otra luz (1950). De sus libros posteriores destacan Oda en la ceniza (1967, premio de la Crítica), Las monedas contra la losa (1973, premio de la Crítica), Metáfora del desafuero (1988, premio Nacional de Poesía) y El ojo de la aguja (1993). En todas estas obras su estilo fue evolucionando entre realismo y simbolismo y, aunque nunca abandonó su raíz existencial, su mirada se hizo más solidaria y su estilo se hizo menos sobrio.

### Obra teórica
Desde muy joven, se interesó por la investigación de los fenómenos poéticos, en especial las diversas formas de metaforización, desde la clásica comparación que decía Tu mano es como la nieve, para resaltar la blancura de aquella, hasta llegar a los difíciles símiles superrealistas, como la aleixandrina espadas como labios. Como teórico de la literatura investigó en profundidad el fenómeno poético y la poesía simbolista. En especial, mostró un gran interés por la lírica superrealista de Vicente Aleixandre. 
Su obra Teoría de la expresión poética (1952) fue una obra teórica fundamental sobre el tema en lengua española en las décadas del 50 y el 60. En ella Bousoño trata de desentrañar los secretos del fenómeno poético: cómo surge el lenguaje poético de la deslexicalización del lenguaje cotidiano; y en qué se diferencia aquel del chiste, por ejemplo.
Posteriormente, publicó El irracionalismo poético. El símbolo (1979) y Superrealismo poético y simbolización, en el que esclarece por primera vez, y a nivel mundial, por qué es tan difícil la poesía superrealista: en ella el poeta puede decir "A" es igual a "B", sin que exista ningún parecido objetivo entre ambos elementos, algo indispensable en la metáfora tradicional. Basta con que ambos elementos produzcan sentimientos similares en el lector, es decir, simbolicen los mismos sentimientos; a este tipo de metáfora la llamó imagen visionaria. 
Otro libro teórico importante es Épocas literarias y evolución, en el que analiza las épocas literarias y la peculiar forma en que evolucionaron.
René Wellek declaró que Bousoño era el teórico que más le interesaba de Europa.

## Premios
- Premio Fastenrath de la Real Academia Española en 1952 por Teoría de la expresión poética.
- Premio de la Crítica de poesía castellana en 1968 y 1974, por Oda en la ceniza y Las monedas sobre la losa.
- Premio Nacional de Ensayo en 1978, por El irracionalismo poético (El símbolo).
- Premio Nacional de Poesía en 1990, por Metáfora del desafuero.
- Premio Nacional de las Letras Españolas en 1993.
- Premio Príncipe de Asturias de las Letras en 1995.

## Publicaciones

### Poesía
- Subida al amor. Hispánica, Adonais. Madrid, 1945.
- Primavera de la muerte. Hispánica, Adonais. Madrid, 1946.
- Hacia otra luz (Subida al amor, Primavera de la muerte, En vez de sueño). Ínsula. Madrid, 1952.
- Noche del sentido. Ínsula. Madrid, 1957.
- Poesías completas. Primavera de la muerte. Giner. Madrid, 1960.
- Invasión de la realidad. Espasa-Calpe. Madrid, 1962.
- Oda en la ceniza. El Bardo. Barcelona, 1967 (2ª edición: Ciencia Nueva. El Bardo, 1968).
- La búsqueda. Fomento de Cultura. Hontanar, Valencia, 1971.
- Al mismo tiempo que la noche. El Guadalhorce, Cuadernos de María Isabel. Málaga, 1971.
- Las monedas contra la losa. Alberto Corazón, editor. Madrid, 1973.
- Oda en la ceniza. Las monedas contra la losa. Losada. Buenos Aires, 1975.
- Antología poética (1945-1973). Edición del autor. Plaza & Janés. Barcelona, 1976.
- Selección de mis versos. Edición del autor. Cátedra. Madrid, 1980 (varias ediciones).
- Elegías (a Vicente Aleixandre), con una Presentación del autor. La pluma del águila. Valencia, 1988.
- Metáfora del desafuero. Visor. Madrid, 1988.
- Oda en la ceniza. Las monedas contra la losa. Edición de Irma Emiliozzi. Castalia. Madrid, 1991.
- Poesía. Antología 1945-1993. Edición de Alejandro Duque Amusco. Espasa-Calpe, Colección Austral. Madrid, 1993.
- El ojo de la aguja. Tusquets Editores. Barcelona, 1993.
- Primavera de la muerte. Poesías completas (1945-1998). Tusquets Editores. Madrid. 1998.

### Teoría y crítica literaria
- La poesía de Vicente Aleixandre. Ediciones Ínsula. Madrid, 1950. Editorial Gredos (varias ediciones).
- Seis calas en la expresión literaria española (en colaboración con Dámaso Alonso). Editorial Gredos. Madrid, 1951.
- Teoría de la expresión poética, 1952.
- El irracionalismo poético (El Símbolo), 1977.
- Superrealismo poético y simbolización, 1978.
- Épocas literarias y evolución. Edad Media, Romanticismo, época contemporánea, 1981.